# Haza Grande
Haza Grande es un barrio de Granada, España, perteneciente al distrito Albaicín. Está situado al este de la ciudad. Limita al norte con el barrio de Cercado Bajo de Cartuja; al este, con el barrio de El Fargue; al sur, con los barrios de Sacromonte y Albaicín; y al oeste, con el barrio de San Ildefonso.

## Historia
Haza Grande surgió por la necesidad de alojo de los miles de granadinos que vivían en casas cueva e infraviviendas a lo largo de toda la provincia de Granada. La Obra Sindical del Hogar construyó el barrio en un núcleo apartado de la ciudad, en una zona dónde destacaban las hazas intercaladas en altura para el cultivo agricultor. El 13 de octubre de 1952 el mismo Francisco Franco se personó en Granada para hacer la entrega de las primeras viviendas de Haza Grande. Las primeras casas estaban óptimamente construidas sin embargo la mayoría de ellas se entregaron sin acabar, sin agua y sin suministro de luz.